# Kendall Park
Kendall Park és una concentració de població designada pel cens dels Estats Units a l'estat de Nova Jersey. Segons el cens del 2000 tenia 9.006 habitants.

## Demografia
Segons el cens del 2000, Kendall Park tenia 9.006 habitants, 3.013 habitatges, i 2.431 famílies. La densitat de població era de 934,7 habitants/km².
Dels 3.013 habitatges en un 45,4% hi vivien nens de menys de 18 anys, en un 69,7% hi vivien parelles casades, en un 7,6% dones solteres, i en un 19,3% no eren unitats familiars. En el 16,4% dels habitatges hi vivien persones soles el 7,7% de les quals corresponia a persones de 65 anys o més que vivien soles. El nombre mitjà de persones vivint en cada habitatge era de 2,99 i el nombre mitjà de persones que vivien en cada família era de 3,37.
Per edats la població es repartia de la següent manera: un 29,9% tenia menys de 18 anys, un 5,3% entre 18 i 24, un 32,4% entre 25 i 44, un 21,6% de 45 a 60 i un 10,8% 65 anys o més.
L'edat mediana era de 36 anys. Per cada 100 dones de 18 o més anys hi havia 92,3 homes.
La renda mediana per habitatge era de 74.438 $ i la renda mediana per família de 82.324 $. Els homes tenien una renda mediana de 59.955 $ mentre que les dones 40.146 $. La renda per capita de la població era de 26.986 $. Aproximadament el 2% de les famílies i el 2,9% de la població estaven per davall del llindar de pobresa.

## Poblacions més properes
El següent diagrama mostra les poblacions més properes.